# Jorge Aizkorreta
Jorge Aizkorreta Jurado (né le 6 février 1974 à Barakaldo au Pays basque) est un joueur de football espagnol, qui évoluait au poste de gardien de but.

## Palmarès
Espagne espoirs
- Euro espoirs :
  - Finaliste : 1996.